# Alexandr modrolící
Alexandr modrolící nebo také alexander modrolící (Psittacula wardi) je vyhynulý druh papouška, jenž se vyskytoval na souostroví Seychely. Obýval ostrovy Mahé, Silhouette a možná i Praslin.

## Popis
Alexandr modrý měřil asi 41 cm. Samci měli zbarvení na hřbetě zelené, spodní část těla byla světlejší než hřbet a nažloutlá. Na šíjí, zadní straně hlavy a částečně i na lících bylo peří namodralé. Na křídlech se nacházela velká kaštanově zbarvená skvrna. Končetiny byly šedé. Zobák měl zbarvení červené. Vyvinul se široký černý límec, jenž se samcům táhl od tváří až po zadní část krku, u samic však chyběl. Duhovka měla zbarvení žluté. Mladí jedinci se podobali samicím, avšak na rozdíl od dospělců měli kratší ocasní peří. Za nejbližšího příbuzného alexandra modrolícího je považován alexandr velký (Psittacula eupatria), který se vyskytuje v jižní a jihovýchodní Asii, a někdy jsou tyto dva druhy považovány za konspecifické. Osteologické analýzy podporují oddělení alexandra modrolícího jako samostného taxonu.

## Biologie a vyhynutí
O chování tohoto druhu se nedochovaly prakticky žádné informace, ale očekává se, že podobně jako alexandr velký tvořil menší skupinky, které byly vázány na lesní stanoviště. Jediný záznam o ptácích v zajetí pochází od ilustrátorky Marianne Northové, která roku 1883 navštívila ostrov Mahé a malovala zde zajatý párek papoušků původem ze Silhouette. Northová poukazovala na „hloupost” papoušků, kteří se mnohdy nechali připravit o své jídlo obyčejnými holuby, i když v tomto případě spíše než o hloupost šlo o vrozenou krotkost, která se objevuje u mnoha endemitních ostrovních ptáků.
Vyhynutí tohoto druhu způsobilo ničení původních lesů na úkor nových plantáží společně s bezohledným střílením a odchytem do zajetí. Alexandr modrolící byl ještě na začátku 19. století běžným druhem, vlivem těchto faktorů se však stal velmi vzácným. Již roku 1866 britský ornitolog Edward Newton, který druh oficiálně popsal, neobjevil na Mahé žádného jedince. Na ostrově Silhouette byl úspěšnější, ale bylo mu řečeno, že zde byli ptáci téměř vystříleni kvůli škodám na plodinách. Několik vzorků ptáka bylo získáno ještě v 70. a 80. letech a poslední známý jedinec byl odchycen na ostrově Mahé roku 1893. Mezinárodní svaz ochrany přírody hodnotí druh jako vyhynulý. Muzejní exempláře vlastní instituce v Paříži, New Yorku, Tringu, Liverpoolu, Cambridgi v Massachusetts a Cambridgi v Anglii.